# 依田花蓮
依田 花蓮（よだ かれん、1972年〈昭和47年〉1月27日 - ）は、日本の政治家、行政書士、元俳優。トランスジェンダーを公表して2019年の新宿区議会議員選挙に立候補し、初当選した。議員活動の傍ら、性的少数者の人権擁護のため様々な活動を行っている。政治家としては「よだかれん」とひらがな表記で活動している。

## 来歴
愛知県豊橋市出身。出生名は「依田秀亮（しゅうすけ）」で男性として生まれた。1975年（昭和50年）、埼玉県北足立郡吹上町（現・鴻巣市）へ転居。吹上町立吹上小学校（現・鴻巣市立吹上小学校）に入学。小学校3年生のときに松田聖子のシングル「チェリーブラッサム」を購入。以来、現在に至るまで松田のファンであり続ける。
1983年（昭和58年）4月、那覇市立上間小学校に転入学。1984年（昭和59年）4月、那覇市立寄宮中学校に入学。中学時代は松田聖子を応援しつつ、おニャン子クラブに熱中。1987年（昭和62年）4月、沖縄県立開邦高等学校に入学。1988年（昭和63年）に愛知県名古屋市に転居。同年4月、愛知県立日進西高等学校に転入学。好きだった男子生徒に告白するが「男が男に何を言っとんだぁ」とはねつけられる。大学受験に失敗し、1990年（平成2年）4月から代々木ゼミナール名古屋校に通う。成績が上がったことにより、1991年（平成3年）4月、青山学院大学法学部私法学科に入学。
大学時代に「人生を共に歩むパートナー」（本人談）と出会い、同性愛者であることを周囲にカミングアウトし始めた。大学卒業後は芸能界を目指し、新宿住友ビルディングのショーパブ「ギャルソンパブ」や新宿二丁目のパブ「ラ・セゾン」などで働く。2002年（平成14年）から2003年（平成15年）にかけてミュージカル『美少女戦士セーラームーン』に出演。しかしその後ほとんど仕事がとれない生活が続く。2003年（平成15年）からパートナー、犬とともに北新宿四丁目に住む。
2007年（平成19年）8月から「六本木金魚」に勤め、ショーパブ界に復帰。このときフィリピンからきた先輩のニューハーフダンサーに「あなたは女性になるために生まれてきたのに何をしているの？ 人生一度しかないのよ」と諭されたことをきっかけとして、人生が一変する。依田は自身を「男性のココロとカラダで、男性と恋愛する同性愛者」と認識していたが、本当の気持ちを閉じ込めて蓋をしていたことに初めて気づかされたという。「これまで36年間、ゲイとして十分楽しく幸せに生きてこられた。これからは、たとえ笑いものになってもいいから自分の心に素直に生きよう」と決意し、2008年（平成20年）1月からホルモン療法を開始。同年6月、豊胸手術と性別適合手術を受ける。パートナーに「かれん」という名前をもらい、漢字の「花蓮」は自分であてた。
2009年（平成21年）7月7日、家庭裁判所にて女性への性別変更を行った。同年8月、寺西一浩原作の演劇『新宿ミッドナイトベイビー』に出演。2011年（平成23年）3月から2017年（平成29年）12月までショーレストラン「六本木香和」に勤めた。
2013年（平成25年）4月、行政書士よだかれん事務所を開設。2016年（平成28年）に事務所を高田馬場に移転。

### 新宿区議会議員へ
2018年（平成30年）6月、新宿区は公園使用許可基準を変更。あらゆるデモを一律に規制することにつながる政策だと考えた依田は、翌年の新宿区議会議員選挙を目指し、同年8月から政治活動を開始した。福島瑞穂が主催する道場「みずほ塾」に参加。
2019年（平成31年）4月21日に行われた新宿区議会議員選挙に無所属で立候補し、その際、山本太郎の応援を受けたことから、その後安冨歩と親交を深める。2019年の新宿区議会議員選挙では、得票数4位を獲得し初当選した。日本共産党公認で同区議選に立候補したトランスジェンダーの高月真名も初当選し（得票数14位）、話題となった。
2022年（令和4年）4月11日、れいわ新選組は同年夏の第26回参議院議員通常選挙に依田を東京都選挙区の公認候補として擁立することを発表し、依田は5月20日、新宿区議を辞職した。同日、れいわ新選組代表の山本太郎が東京都選挙区からの立候補を表明したことに伴い比例区へ立候補を変更することが発表された。
同年7月10日実施の参院選で、れいわ新選組は比例代表に特定枠1人を含め計9人の候補者を擁立した。依田の得票数は、特定枠を除いた比例候補者8人中6位であり、同党が比例で獲得した2議席に届かず落選した。
2022年11月13日投開票の新宿区長選挙に区政変革を望む多くの新宿区民から支援要請を受け出馬。「多様性のある優しい新宿をつくる会」が発足。2022年9月16日には、れいわ新選組が依田の推薦を発表。最終的には立憲民主党、日本共産党、社民党など七政党と一会派の推薦を受ける。同年11月4日、中川重徳ら新宿区在住・在勤の弁護士は有志の会を結成し、「基本的人権の尊重・国民主権・平和主義という憲法の理念を新宿から実現することを掲げるよだかれんさんを応援します」との声明を発表した。投開票の結果、現職の吉住健一に敗れ落選した。その後、れいわ新選組の参議院政策スタッフとして活動。
2024年（令和6年）4月24日、れいわ新選組は第50回衆議院議員総選挙に東京25区から依田を擁立すると発表した。同年10月27日に投開票され、29,179票を獲得したが及ばず（4人中3位）重複立候補した比例東京ブロック（櫛渕万里と同率第1位）でも同党が獲得した1議席に対して惜敗率で及ばなかった。

## 政策・主張

### 憲法
- 憲法改正について、2022年のNHKのアンケートで「反対」と回答[19]。

- 9条改憲について、2022年の毎日新聞社のアンケートで「反対」と回答[20]。9条への自衛隊の明記について、2022年のNHKのアンケートで「反対」と回答[19]。

- 憲法を改正し緊急事態条項を設けることについて、2022年のNHKのアンケートで「反対」と回答[19]。

### 外交・安全保障
- 敵基地攻撃能力を持つことについて、2022年のNHKのアンケートで「反対」と回答[19]。

- 普天間基地の辺野古移設について、2022年の毎日新聞社のアンケートで「反対」と回答[20]。

- ロシアは2022年2月24日、ウクライナへの全面的な軍事侵攻を開始した[21]。日本政府が行ったロシアに対する制裁措置についてどう考えるかとの問いに対し、2022年のNHKのアンケートで「厳しすぎる」と回答[19]。同年の毎日新聞社のアンケートで「制裁をより弱めるべきだ」と回答[20]。

- 2022年6月7日、政府は経済財政運営の指針「骨太方針」を閣議決定した。NATO加盟国が国防費の目標としている「GDP比2％以上」が例示され、防衛力を5年以内に抜本的に強化する方針が明記された[22]。「防衛費を今後どうしていくべきだと考えるか」との問いに対し、2022年のNHKのアンケートで「今の程度でよい」と回答[19]。

### 性的マイノリティー
- 2020年1月20日、四谷地域センターで開かれた「第1回新宿区LGBTのミーティング」に講演者として参加。新宿区における同性パートナーシップ制度の導入を訴えた[1]。そのほかにも加西市主催の勉強会、名古屋市で開かれた石川大我参議院議員とのトークイベントなど、啓蒙活動を広く行っている[2][23]。

- LGBT当事者らでつくる市民団体「新宿LGBT区民の会」の提案を受け、日本共産党新宿区議会議員団、立憲民主党・無所属クラブ、 社民党新宿区議会議員団 、スタートアップ新宿とともに「新宿区パートナーシップ及びファミリーシップ届出制度」の条例案を立案。2021年3月17日、区議会本会議に同条例案を提出した[24]。依田は賛成討論で、同日に札幌地裁で出された「同性婚を認めないことは違憲」とする判決[25][26]に触れ、「法制化の後押しをすべく、区でも制度を誕生させる必要性が高まったといえるのではないか」と求めたが、賛成13、自由民主党新宿区議会議員団、新宿区議会公明党他反対23で、賛成少数で否決された[24]。

- 同性婚を可能とする法改正について、2022年のNHKのアンケートで「賛成」と回答[19]。

### その他
- 選択的夫婦別姓制度の導入について、2022年のNHKのアンケートで「賛成」と回答[19]。

- クオータ制の導入について、2022年のNHKのアンケートで「賛成」と回答[19]。

- 「原子力発電への依存度を今後どうするべきか」との問題提起に対し、2022年のNHKのアンケートで「ゼロにすべき」と回答[19]。

- アベノミクスについて、2022年の毎日新聞社のアンケートで「評価できず、見直すべきだ」と回答[20]。

- 国会議員の被選挙権年齢の引き下げについて、2022年の毎日新聞社のアンケートで「賛成」と回答[20]。

- 離婚後の共同親権に強固に反対[27]。

## 選挙
| 当落 | 選挙                     | 執行日         | 年齢 | 選挙区       | 政党         | 得票数    | 得票率 | 定数 | 得票順位 /候補者数 | 政党内比例順位 /政党当選者数 |
| ---- | ------------------------ | -------------- | ---- | ------------ | ------------ | --------- | ------ | ---- | ------------------ | ---------------------------- |
| 当   | 2019年新宿区議会議員選挙 | 2019年4月21日  | 47   | ーー         | 無所属       | 2983票    | ーー   | 38   | 4/53               | /                            |
| 落   | 第26回参議院議員通常選挙 | 2022年07月10日 | 50   | 参議院比例区 | れいわ新選組 | 1万4821票 | ーー   | 50   | /                  | 7/2                          |
| 落   | 2022年新宿区長選挙       | 2022年11月13日 | 50   | ーー         | 無所属       | 2万1969票 | 29.64% | 1    | 2/2                | /                            |
| 落   | 第50回衆議院議員総選挙   | 2024年10月27日 | 52   | 東京都第25区 | れいわ新選組 | 2万9179票 | 14.02% | 1    | 3/4                | 2/1                          |